# KGF Runa
Kvinnliga Gymnasistföreningen Runa (KGF Runa) är en sammanslutning gymnasieelever vilka definierar sig som kvinnor. Fröknarna, som eleverna kallar sig, studerar på Vasaskolan i Gävle och har som mål att väcka och vidmakthålla intresset för de sköna konsterna litteratur, teater, musik och konst samt att värna om det svenska språket. Föreningen startades år 1927 och firar sin födelsedag den 14 februari. Varannan fredag hålls, traditionsenligt, möten i en lokal i Vasaskolans källare. 
Varje år, på våren, anordnas en soaré i fyra akter, som tidigare var sex akter. Temat bestäms på hösten, och är hemligt fram till premiären som hålls på Gävle Teater. Allt som ses på soarén har Fröknarna gjort själva under vårterminens gång: manus, sångtexter, koreografier och rekvisita. KGF Runa anordnar på hösten även en höstbal och ett luciatåg. Föreningen består av ett varierande antal Fröknar varje år då nya elever aspirerar till föreningen. De fröknar som tagit studenten utnämns till Hedersrunaiter men även andra personer som haft inflytande över de sköna konsterna kan utnämnas. KGF Runa har en styrelse som ser till att verksamheten bedrivs som den ska. Styrelsen består av 8 olika poster som kompletterar och håller samman föreningen. Styrelsen bestäms demokratiskt av föreningen på årsmötet som traditionsenligt hålls dagen efter soarén.